# Equitius
Equitius – rodzaj kosarzy z podrzędu Laniatores i rodziny Triaenonychidae. Gatunkiem typowym jest E. doriae

## Występowanie
Przedstawiciele rodzaju zamieszkują Australię oraz Nową Zelandię.

## Systematyka
Opisano 10 gatunków należących do tego rodzaju:
- Equitius doriae Simon, 1880
- Equitius altus (Forster, 1955)
- Equitius formidabilis G. S. Hunt, 1985
- Equitius manicatum (Roewer, 1920)
- Equitius montanus G. S. Hunt, 1985
- Equitius meyersi (Phillips & Grimmett, 1932)
- Equitius richardsae G. S. Hunt, 1985
- Equitius rotundum (Forster, 1955)
- Equitius spinatus (Pocock, 1903)
- Equitius tambourineus (Roewer, 1920)